# فيسب (هولندا)
فيسب Weesp  هي اٍحدى بلديات مقاطعة شمال-هولندا بهولندا.

## طوبوغرافيا
خريطة طوبوغرافية هولندية لبلدية فيسب، يوليو 2013، (تقرأ بعد ثلاث نقرات على الخريطة).

## أعلام
- كاسبر فان أوفريم
- دولف فان دير ليندن
- كونراد يوهانيس فان هوتن